# Marguerite Marillat (pera)
Marguerite Marillat ( en España conocida como 'Margarita Marillat') es el nombre de una variedad cultivar de pera europea Pyrus communis. Esta pera está cultivada en la colección de la Estación Experimental Aula Dei (Zaragoza). Esta pera variedad muy antigua, es originaria de Bélgica, tuvo su mejor época de cultivo comercial antes de la década de 1960, y actualmente en menor medida aún se encuentra.  Las frutas tienen una pulpa fina, tierna y jugosa, de sabor agradablemente dulce, picante y muy fragante.

## Sinonimia
- "Poire Marguerite Marillat",[7][8]
- "Pera Margarita Marillat" en España.[9][10]

## Historia
La variedad de pera 'Marguerite Marillat' fue obtenida en 1874 por M. Marillat, arboricultor de Villeurbanne, le dio el nombre de su esposa, Marguerite Marillat.
Consta una descripción del fruto: Leroy, 1867 : 463; Delbard 1947 : 90; Soc. Pom. France, 1947 : 325; Baldini y Scaramuzzi, 1957 : 318, y en E. E. Aula Dei.
En España 'Margarita Marillat' está considerada incluida en las variedades locales autóctonas muy antiguas, cuyo cultivo se centraba en comarcas muy definidas. Se caracterizaban por su buena adaptación a sus ecosistemas y podrían tener interés genético en virtud de su adaptación. Se encontraban diseminadas por todas las regiones fruteras españolas, aunque eran especialmente frecuentes en la España húmeda. Estas se podían clasificar en dos subgrupos: de mesa y de cocina (aunque algunas tenían aptitud mixta).
'Margarita Marillat' es una variedad clasificada como de mesa, difundido su cultivo en el pasado por los viveros comerciales y cuyo cultivo en la actualidad se ha reducido a huertos familiares y jardines privados.
La pera 'Marguerite Marillat' está cultivada en diversos bancos de germoplasma de cultivos vivos tales como en National Fruit Collection con el número de accesión: 1924-024 y nombre de accesión: 'Marguerite Marillat'. También cultivada en la colección de la Estación Experimental Aula Dei de Zaragoza con el nombre de accesión 'Margarita Marillat'.

## Características
El peral de la variedad 'Margarita Marillat' tiene un vigor medio y proclive a la vecería; floración 19 de abril con floración del 10%, el 23 de abril una floración completa (80%), y para el 3 de mayo tiene una caída de pétalos del 90%; tubo del cáliz grande, en embudo con conducto estrecho de longitud media.
La variedad de pera 'Margarita Marillat' tiene un fruto de tamaño grande a muy grande (peso promedio 229,00 g, alguna ha alcanzado 700,00g); forma muy variable, piriforme, oblonga, turbinada y formas intermedias, con el cuello muy variable, largo y poco marcado, corto y bien acentuado, también sin cuello, generalmente ápice oblicuo y giboso, más o menos asimétrica o simétrica, presenta superficie muy irregular, con protuberancias y abolladuras, contorno fuertemente ondulado; piel lisa, brillante, untuosa; con color de fondo amarillo verdoso o dorado, sin chapa o leve de bonito color sonrosado o rojo claro, presenta un punteado abundante, menudo, ruginoso-"russeting" claro, con aureola verdosa sobre el fondo y carmín sobre la chapa, zona de punteado más marcado y espeso alrededor del ojo, a veces formando maraña, "russeting" (pardeamiento áspero superficial que presentan algunas variedades) de bajo a muy bajo (1-25%); pedúnculo de longitud corto o muy corto, grueso con la base carnosa, implantado generalmente oblicuo con frecuencia al pie de una gibosidad, incrustado o como prolongación del fruto; cavidad del pedúnculo nula o limitada a un repliegue en la base del pedúnculo; anchura de la cavidad calicina muy amplia, bastante profunda, irregular, borde fuertemente ondulado o mamelonado; ojo muy variable, medianamente grande, indistintamente abierto, cerrado o semicerrado; sépalos grandes, triangulares en posición variable, a veces el ojo es fruncido rodeado de pequeñas protuberancias carnosas.
Carne de color blanco-amarillenta; textura blanda, medio fundente, medio granulosa, muy acuosa; sabor muy  dulce, perfumado, muy delicado, muy bueno; corazón de tamaño grande, mal delimitado. Eje amplio, hueco, comunicado, en parte con las celdillas. Celdillas muy grandes, ligeramente bifurcadas en la base. Semillas de tamaño medio, elípticas, semi-globosas, con cuello corto muy marcado, a veces con iniciación de espolón, color castaño amarillento con salientes más oscuro.
La pera 'Margarita Marillat' madura a partir de primera quincena de septiembre. Vencimiento de recogida en octubre. Vencimiento del consumo entre febrero y marzo.

## Susceptibilidades
Fruta amateur de cultivo en huertos y jardines particulares. 
Es una variedad susceptible a la sarna y debe plantarse en un lugar cálido y aireado.
No son autofértiles. Por tanto, es necesario plantar otro peral cerca, preferiblemente en un radio de 50 m. Sus principales polinizadores son las variedades 'Williams' Bon Chretien', 'Comtesse de Paris', 'Conference' y 'Bonne Louise d'Avranches'.